# تمرکز (فیلم ۲۰۱۵)
تمرکز (به انگلیسی: Focus) یک فیلم کمدی رمانتیک و درام به نویسندگی و کارگردانی گلن فیکارا و جان ریکوآ است. این فیلم در ۲۷ فوریه ۲۰۱۵ در ایالات متحده آمریکا منتشر شد.

## داستان
نیکی اسپرگن(ویل اسمیت)، یک کلاهبردار، به یک کلاب شبانه می‌رود. در آنجا یک جیب بر بی تجربه به نام جس برت (مارگو رابی)، سعی می‌کند وانمود کند شوهرش آنها را دیده و به این ترتیب نیکی را اغواء کند. نیکی متوجه می‌شود و به آنها پیشنهاد می‌کند هرگز موقع رویارویی با موقعیتی غیرمنتظره، تمرکز خود را ازدست ندهند. چند روز بعد، جس او را در کلابی دیگر پیدا می‌کند و او را قانع می‌کند تا مربی او شود.
نیک، جس را به نیواورلئان می‌برد و جس چند کلاهبرداری کوچک اجرا می‌کند. بعد به گروه نیکی معرفی می‌شود. بین آنها یک رابطه رمانتیک شکل می‌گیرد اما نیک ناراحت است؛ زیرا از پدرش آموخته که با همکارش وارد رابطه احساسی نشود. در مراسمی، نیک و جس سر یک قمارباز کلاه می‌گذارند. بعداً نیکی توضیح می‌دهد که جس «موش کور کوچک» بود که قرار نبود به این زودی از قضیه سردربیاورد. بعداً، او سهم جس را می‌دهد ولی با بی میلی، او را با قلبی شکسته رها می‌کند.
۳ سال بعد، نیکی برای رافائل گریگا کار می‌کند. گریگا باید یک تیم استرالیایی را شکست دهد تا قهرمان شود. نیکی قطعات ماشین‌های تیم استرالیایی را عوض می‌کند تا سرعتشان کم شود. در مهمانی قبل از مسابقه ، او جس را می‌بیند که دوست دختر گریگا شده‌است.
نیکی و جس دوباره رابطه‌شان را ازسر می‌گیرند. به هرحال، افراد گریگا آنها را می‌بینند و به انباری متروکه برده می‌شوند. جس فاش می‌کند می‌خواسته گریگا را اغواء کند تا ساعتش را بدزدد. اونز به نیکی تیر می زند و گریگا فرار می‌کند. بعداً معلوم می شود اونز پدر نیکی است. او نیکی و جس را به بیمارستان می‌برد و با پول نیکی فرار می‌کند.
سپس جس فاش می‌کند که ساعت گریگا را زده و با لبخند با نیکی وارد بیمارستان می‌شود.